# Marlín
Marlín település Spanyolországban, Ávila tartományban. Marlín Ávila, Bularros, Martiherrero és Sanchorreja községekkel határos. Lakosainak száma 31 fő (2024).

## Népesség
A település népessége az utóbbi években az alábbiak szerint változott:
| Lakosok száma | 43   | 41   | 41   | 40   | 38   | 39   | 39   | 30   | 32   | 31   |
|               | 2001 | 2004 | 2006 | 2009 | 2011 | 2014 | 2016 | 2019 | 2021 | 2024 |